# Makunudhoo (Malé-Atoll)
Makunudhoo (auch: Makunudu) ist eine Insel der Malediven im Nord-Malé-Atoll. 
Auf der Touristeninsel befindet sich das Makunudu Island Resort.

## Geographie
Die Insel befindet sich im Nordwesten des Nord-Malé-Atolls, ca. 35 km vom Flughafen und der Hauptstadt Malé entfernt. Mit dem Speedboot dauert die Fahrt nach Makunudhoo knapp eine Stunde. 
Die Insel ist ungefähr 210 × 100 Meter groß (ca. 0,02 km²). Wie alle Inseln der Malediven ist sie von einem Korallenriff umgeben, aufgrund des vorherrschenden Tropenklimas findet sich dichte, tropische Vegetation.

## Tourismus
Auf Makunudhoo lebt keine einheimische Bevölkerung, stattdessen wird die private Insel als Resort für Touristen genutzt. Das Makunudu Island Resort bietet 36 Bungalows, des Weiteren befindet sich auf der Insel eine PADI-Tauchbasis.